# Кафявоглава паякообразна маймуна
Кафявоглавата паякообразна маймуна (Ateles fusciceps) е вид бозайник от семейство Паякообразни маймуни (Atelidae). Видът е критично застрашен от изчезване.

## Разпространение и местообитание
Разпространен е в Еквадор, Колумбия и Панама.